# Eleșnița, Blagoevgrad
Eleșnița (în bulgară Елешница) este un sat situat în partea de sud-vest a Bulgariei în Munții Pirin. Aparține administrativ de Comuna Razlog din Regiunea Blagoevgrad. La recensământul din 2011 avea o populație de 1.424 locuitori.

## Demografie
Componența etnică a satului Eleșnița
     Bulgari (95,22%)
     Nicio identificare (3,37%)
     Altele (1,61%)
La recensământul din 2011, populația satului Eleșnița era de 1.424 locuitori. Din punct de vedere etnic, majoritatea locuitorilor (95,22%) erau bulgari. Pentru 3,37% din locuitori nu este cunoscută apartenența etnică.